# 王懋賞
王懋賞（？—1802年），山東福山（今煙台市福山區）人。清朝將領，武狀元。
乾隆四十年（1775年）一甲第一名武進士。授頭等侍衛。乾隆四十六年（1781年）出為雲南景蒙營遊擊。乾隆四十八年（1783年），調昭通鎮標中營遊擊，升廣西鬱林參將。乾隆六十年（1795年），累遷廣西潯州協副將。曾從征苗疆，在攻克結石岡，破尖雲山，收復乾州中皆有戰功。
嘉慶二年（1797年），因圍剿西隆州苗族反清武裝，返回廣西。嘉慶五年（1800年），調赴湖北軍。次年，敗敵於佘家河、茅倫山，賞花翎。繼而攻鵝坪坡、秦家坪，擢升湖南永州鎮總兵，駐守興州、房縣、大竹，防川、陝竄賊。嘉慶七年（1803年），曾家秀等轉戰至保康，王懋賞窮追不捨，敵人踞馬鬃嶺阻擊，王懋賞捷足先登，中矛而死。朝廷追贈騎都尉世職。《清史稿》有傳。

## 延伸阅读
[在维基数据编辑]
 《清史稿/卷349》，出自趙爾巽《清史稿》